# Britomartis

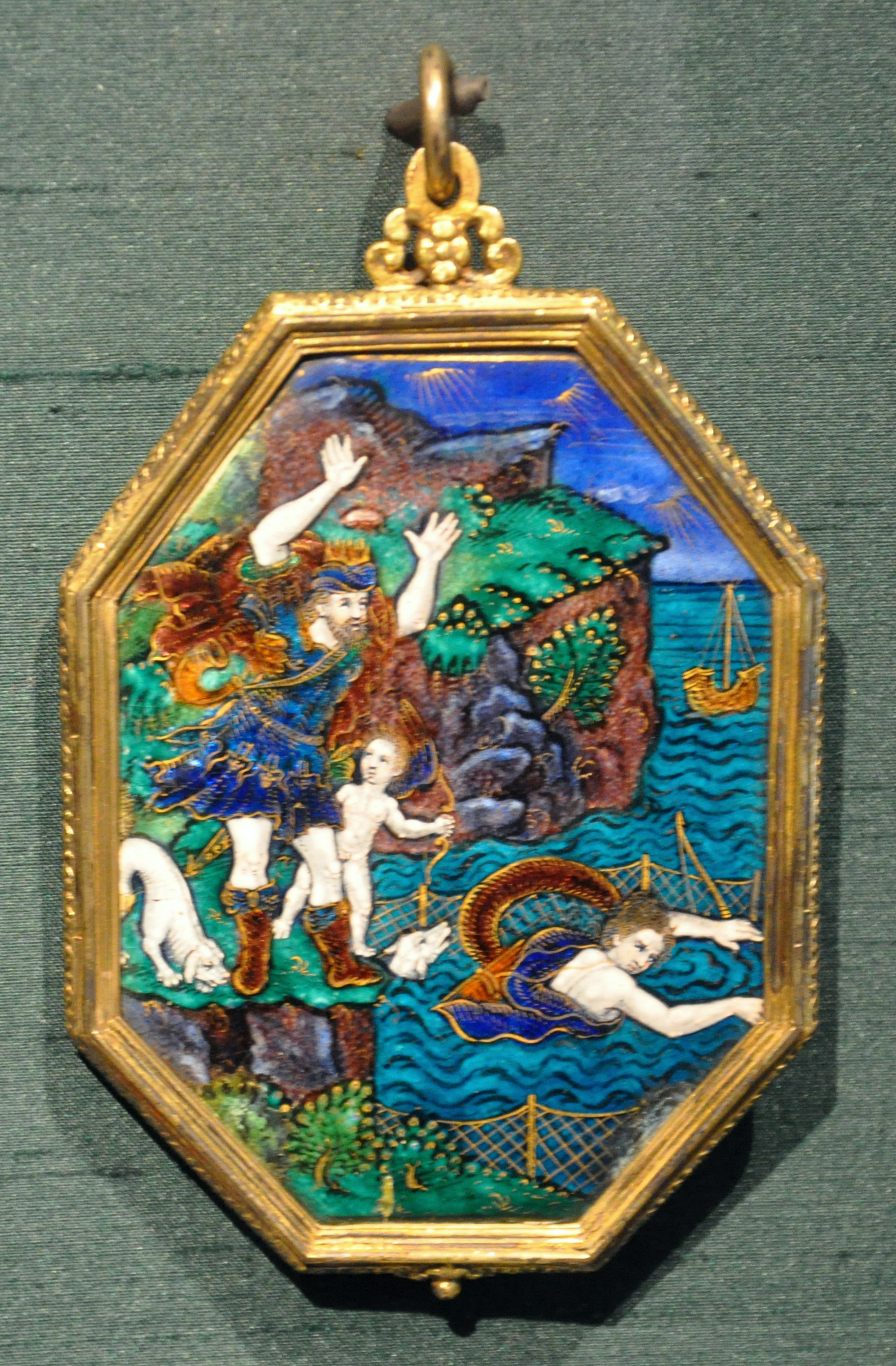
Minos en Britomartis. Limoges, ca. 1600.

Britomartis (Grieks: Βριτόμαρτις), was de Minoïsche godin van de bergen en van de jacht. Zij behoort tot de vrouwelijke godheden die via de Myceense cultuur aan de klassieke Griekse mythologie zijn doorgegeven, waarbij in beide overdrachten onduidelijke transformaties zijn opgetreden.
In de Minoïsche kunst en op munten, zegels en ringen en dergelijke in heel Griekenland wordt Britomartis afgebeeld met demonische trekken, ze draagt een tweezijdige bijl en is vergezeld van wilde dieren.
Britomartis (Kretenzisch dialect voor "zoete meid", "zoete maagd") is in feite een epitheton dat de naam van de godin niet prijsgeeft, noch haar aard, want het klinkt als een apotropaeïsch euphemisme.
Voor de Oude Grieken was Britomartis of Diktynna (door Hellenistische schrijvers afgeleid van diktya, "jachtnetten") eerst een bergnimf, (een oreade) die de Grieken ook in Artemis herkenden en in Aphaea, de "onzichtbare" patrones van Egina.

## Oorsprong en verdere ontwikkeling

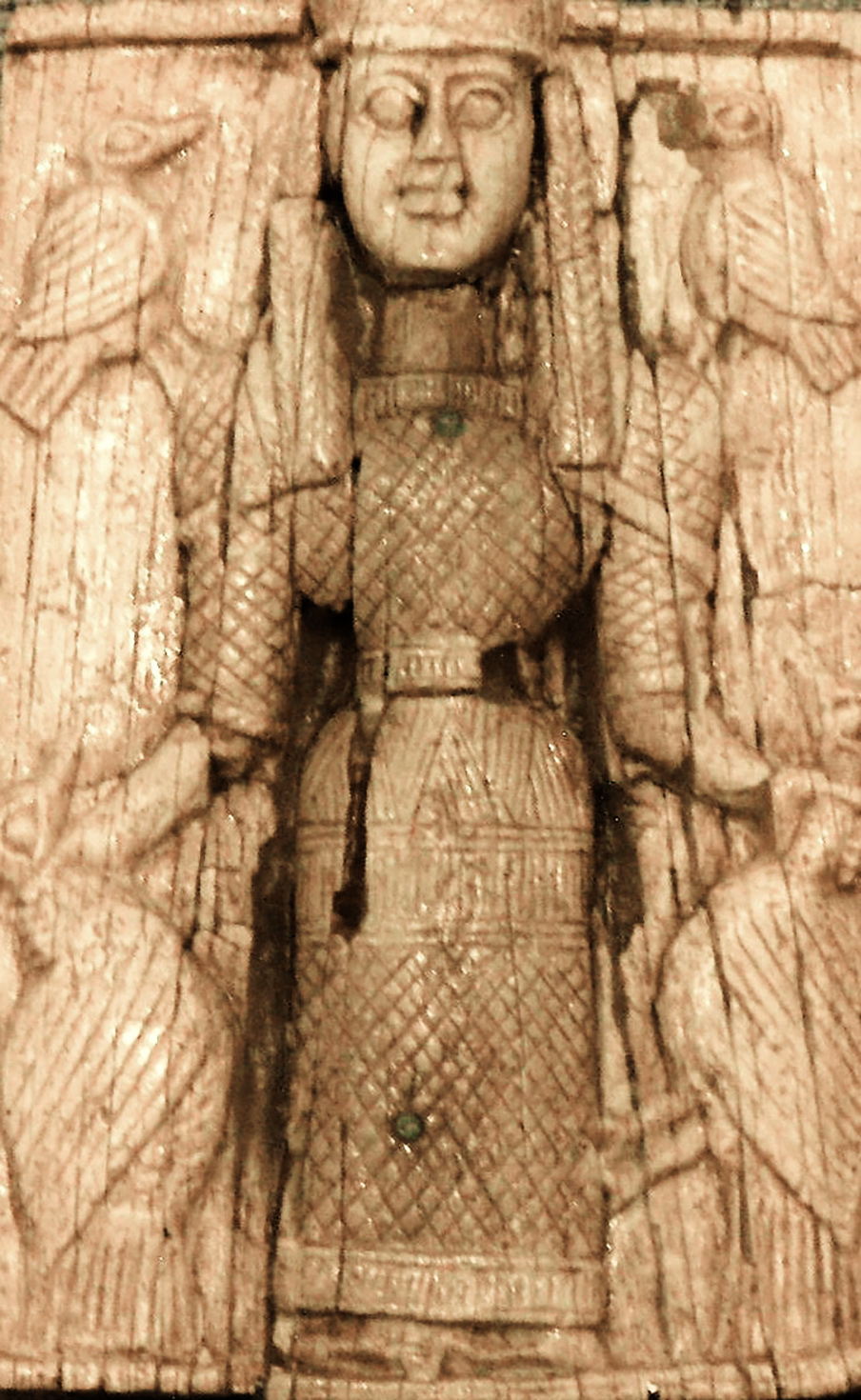
Potnia Theron op een archaïsche ivoren votiefgave (Nationaal Archeologisch Museum van Athene)

De godin die als "Britomartis" werd benaderd had op Kreta een cultus in het aspect van Potnia, de "Meesteres". Het oudste aspect van de Kretenzische godin was dat van Moeder van de Bergen, waarin zij voor komt op Minoïsche zegels, met de demonische trekken van een Gorgon, vergezeld van de labrys en met goddelijke slangen in haar greep (vgl. Slangengodin). Dit terreur zaaiend aspect werd getemperd door haar Britomartis te noemen, de "Goeie Meid", een koosnaampje om de aandacht van haar gevaarlijke kant af te leiden.
Ieder element van de klassieke mythen die het over Britomartis hadden was erop gericht haar invloed en macht in te perken, letterlijk zelfs haar in netten te vangen (maar enkel omdat zij dat "zelf wou"). De traditioneel patriarchaal vooringenomen instelling van de Griekse schrijvers bestempelde haar uiteindelijk als dochter van Zeus (zie hieronder), eerder dan zijn patrones toen hij nog als kind in haar grot op de berg Dikte verbleef. Zij riepen Britomartis' eigen getemde, "ontwikkelde" en gecultiveerde Olympisch aspect van jageres Artemis in om haar status als godin te verrechtvaardigen, een mythische inversie door de geromaniseerde Griek Pausanias in de 2e eeuw uitgedrukt: "Zij werd tot godin gemaakt door Artemis", verzekert Pausanias (2.30.3), "en zij wordt vereerd, niet alleen door de Kretenzers, maar ook door de Eginische bewoners" (zie Aphaea hieronder).
Maar de antieke godin is nooit helemaal verdwenen en zij verscheen op de munten van Kretenzische steden, hetzij in eigen hoedanigheid of als Diktynna, de godin van de berg Dikte, geboorteplaats van Zeus. Als Diktynna, met vleugels en nu met een menselijk gelaat voorgesteld, stond zij op haar oude berg met in elke hand een dier, in de houding van Potnia Theron, de meesteres der dieren. De Grieken konden een meesteres van de dieren enkel als jachtgodin begrijpen, maar op de vroegste zegels zoogt zij griffioenen. Archaïsche voorstellingen van de gevleugelde Artemis tonen dat zij uit de figuur van Potnia Theron is voortgekomen.
Tegen de Hellenistische en Romeinse tijd had Britomartis dus een genealogische positie gekregen waarmee zij in een klassieke context paste:
"Britomartis, die ook Diktynna wordt genoemd, vertellen de mythen, was in Kaino op Kreta geboren uit Zeus en Karme de dochter van Euboulos, die de zoon was van Demeter; zij was de uitvindster van de netten [diktya] die bij de jacht gebruikt worden."
Een xoanon (houten cultusbeeld) van Britomartis, door Daedalus gemaakt, bevond zich in de tempel van Olous. In Chersonesos Taurica en Olous werd zij vaak op munten afgebeeld, waaruit blijkt dat zij in beide steden werd vereerd. Het festival Britomarpeia werd ter harer eer gehouden.
Op sommige oude Britomartismunten van Cydonia was de munt een overtekening van specimens die in Egina waren gemaakt.

## Als Diktynna
Als Diktynna, werd haar gezicht afgebeeld op Kretenzische munten van Cydonia, Polyrrhenia en Phalasarna als de voedster van Zeus. Op Kreta werd zij verbonden met de berg waar volgens de mythe Vadergod Zeus geboren zou zijn, het Diktigebergte genoemd.
Tempels aan haar gewijd waren er in Athene, Sparta, Massalia en tussen Ambrosus en Anticyra in Phokis, waar haar cultusobject als Artemis Diktynna een zwarte steen was die door Egineërs was bewerkt. Maar zij was vooral een godin van lokaal belang op westelijk Kreta, zoals in Lysos en het westen van Cydonia. Haar tempels werden naar men zei bewaakt door kwade honden, sterker dan beren. Een andere tempel gewijd aan deze godin werd in de oudheid op de berg Tityros opgetrokken nabij Cydonia.
De derde hymne aan Artemis van Callimachus verhaalt hoe zij door Minos werd nagezeten als Diktynna, "Vrouwe van de netten", zich in de netten van vissers wierp om te ontkomen en op die manier gered door de vissers naar het Griekse vasteland werd gebracht. Ze was ook als Dikte bekend. Dit element van de mythe "verklaart" de verspreiding van de cultus van de Minoïsche godin over Griekenland. Diodorus Siculus vond het verhaal op zich niet geloofwaardig: "Maar diegenen die beweren dat zij Diktynna is genoemd omdat zij in de netten van enkele vissers zou zijn gevlucht die haar wegvoerden, toen zij door Minos werd achternagezeten, missen de ware toedracht; want het is geen waarschijnlijk verhaal dat de godin ooit in zulke hulpeloze toestand zou zijn geraakt, dat zij de hulp die mensen kunnen verlenen zou nodig hebben gehad, aangezien zij toch de dochter is van een van de grootste der goden." Strabo meldt dat zij enkel in het westen van Kreta als Diktynna werd vereerd, in de streek van Cydonië, waar zich een Diktynnaion, een tempel van Diktynna bevond. "Oupis [Artemis], O koningin, Brengster van Licht met bleek gelaat, u noemen de Kretenzers ook naar die nimf", zegt Callimachus. "Zij bracht haar tijd in het gezelschap van Artemis door, en dat is de reden waarom sommige mannen denken dat Diktynna en Artemis één en dezelfde godin zijn", meende Diodorus Siculus (5.76.3).

## Als Aphaea
Britomartis werd als Aphaea vereerd (Pausanias, 2.30.3) en dat vooral op het eiland van Egina in de Myceense periode, waar later de tempel "Athena Aphaea" lag. Met de opkomst van de Atheense hegemonie over Egina, kwam ook een tempel aan haar gewijd tot stand in de buitenwijk van Athene, op de Aspropyrgos.

## Spensers "Britomart"
Britomart komt in Edmund Spensers ridderepos The Faerie Queene voor als de allegorische figuur van maagdridder van Kuisheid, die de Engelse deugd voorstelt - in het bijzonder de Engelse militaire macht. Door volksetymologie wordt Brit-, zoals in Brits met Martis geassocieerd, dat hier als "van Mars", de Romeinse oorlogsgod wordt gezien. In de allegorie van Spenser komt Britomart overeen met de Maagd Koningin, Elizabeth I van Engeland.
In zijn hervertelling van de Koning Arthursages, Arthur Rex, laat auteur Thomas Berger het voor komen alsof Koningin Guinevere een machtig vrouwelijke ridder zou zijn geworden, bekend onder de naam Britomart, toen de Koning overleden was.

## In de volkscultuur
Een oorlogsversie van Britomart komt naast Robin Hood en zijn mannen voor in "The Last Castle," een aflevering van de Eisner-prijs winnende grafische novelle 'Fables'.